# Osy (komedia)
Osy (gr. Σφήκες, Sfekes) – czwarta zachowana komedia Arystofanesa. Wystawiona na Lenajach w 422 p.n.e. na agonie komicznym, zajęła tam drugie miejsce; możliwe, że pierwsze miejsce zajęła także inna sztuka Arystofanesa. Komedia jest prawdopodobnie pierwszą komedią twórcy o podłożu społecznym; w poprzednich trzech sztukach – niezachowanych Babilończykach oraz zachowanych Acharnejczykach i Rycerzach – głównym wątkiem była polityka, a w pierwszej (niezachowanej) komedii twórcy, Biesiadnikach i zachowanych Chmurach – edukacja. Pretekst akcji stanowi procesomania Ateńczyków w drugiej połowie V wieku p.n.e.

## Postacie
Głównymi postaciami sztuki są:
- Filokleon, u Srebrnego – Lubokleon, zdziecinniały starzec opanowany manią sądzenia;
- Bdelykleon, u Srebrnego – Mierzikleon, kochający go syn;

Dodatkowo, pojawiają się także:
- Sosjasz i Ksantiasz, niewolnicy Bdelykleona;
- Chłopiec;
- Pies Kydatenajski (Kleon);
- Myrtia, handlarka;
- Towarzysz uczty
- postacie nieme, wśród nich Pies Labes (Laches) oraz Chajrefont, uczeń Sokratesa;
- i oczywiście obowiązkowy Chór – tytułowych Os, reprezentujących ateńskich starców ogarniętych, jak Filokleon, manią sądzenia.

## Treść
Filokleon, ateński starzec, całymi dniami przesiaduje w sądzie. Bdelykleon próbuje odwieść ojca od tego uwłaczającego zajęcia: najpierw siłą (przetrzymując go siłą w domu, co daje pretekst do parodii motywu wydostania się z pułapki; np. Filokleon chowa się pod osłem, jak w Odysei Odyseusz pod baranem u Polifema). Gdy w odsiecz starcowi przybywają inni starcy (Chór Os), syn postanawia przemówić wszystkim do rozumu; w tradycyjnym agonie wykazuje, iż z zachowania ojca (i jemu podobnych) ciągną zyski przede wszystkim wysoko postawieni urzędnicy i politycy, którzy biorą ogromne łapówki, dzięki ustawionym procesom pozbywając się przeciwników politycznych. Jednakże Filokleon nie potrafi się obejść bez ciągłego sądzenia, toteż syn przeprowadza przed nim proces dwóch psów (reprezentujących dwóch wodzów, których proces miał się faktycznie odbyć – znienawidzonego przez Arystofanesa Kleona i Lachesa; Kleon w tym czasie oskarżył Lachesa o nieuczciwe wzbogacenie się w wyprawie sycylijskiej pięć lat wcześniej). Zawsze skazujący oskarżonych starzec tym razem omyłkowo uniewinnia Lachesa. W pozostałej części sztuki Bdelykleon próbuje przywrócić ojca społeczeństwu, zabierając go na ucztę.

## Muzyka
Oryginalna muzyka, autorstwa Arystofanesa, nie zachowała się.
Muzykę do dramatu, w trzyaktowej realizacji Uniwersytetu Cambridge, napisał Ralph Vaughan Williams w 1909 r.; składała się ona z 28 numerów. Trzy lata później odbyła się premiera suity (Aristophanic Suite "The Wasps"), zestawionej z pięciu numerów:
1. Uwertura
2. Antrakt
3. Przemarsz narzędzi kuchennych
4. Antrakt
5. Balet i Finałowe Tableau

Największą popularność – utrzymującą się i do dziś, szczególnie w Wielkiej Brytanii – zdobyła uwertura, wykonywana często bez pozostałych części suity.

## Tłumaczenia
Tłumaczeń dokonali Stefan Srebrny i Janina Ławińska-Tyszkowska; w artykule imiona postaci podane są według tłumaczenia Janiny Ławińskiej-Tyszkowskiej.

### Wydania (wybór)
- tłum. Ławińska-Tyszkowska, wyd. Prószyński i S-ka, seria Biblioteka Antyczna, Warszawa 2001, ISBN 83-7255-104-9;
- tłum. Srebrny

### Realizacje teatralne
Nie wiadomo nic o polskich realizacjach teatralnych.
Spis realizacji w portalu e-teatr